# Harlem (Florida)
Harlem és una concentració de població designada pel cens dels Estats Units a l'estat de Florida. Segons el cens del 2000 tenia 2.730 habitants.

## Demografia
Segons el cens del 2000, Harlem tenia 2.730 habitants, 877 habitatges, i 644 famílies. La densitat de població era de 1.086,7 habitants/km².
Dels 877 habitatges en un 43,6% hi vivien nens de menys de 18 anys, en un 31,9% hi vivien parelles casades, en un 35,1% dones solteres, i en un 26,5% no eren unitats familiars. En el 22,6% dels habitatges hi vivien persones soles el 7,6% de les quals corresponia a persones de 65 anys o més que vivien soles. El nombre mitjà de persones vivint en cada habitatge era de 3,11 i el nombre mitjà de persones que vivien en cada família era de 3,67.
Per edats la població es repartia de la següent manera: un 39,5% tenia menys de 18 anys, un 10% entre 18 i 24, un 24,1% entre 25 i 44, un 18,1% de 45 a 60 i un 8,3% 65 anys o més.
L'edat mediana era de 25 anys. Per cada 100 dones de 18 o més anys hi havia 78 homes.
La renda mediana per habitatge era de 21.232 $ i la renda mediana per família de 22.574 $. Els homes tenien una renda mediana de 21.771 $ mentre que les dones 20.156 $. La renda per capita de la població era d'11.571 $. Entorn del 31,2% de les famílies i el 40,4% de la població estaven per davall del llindar de pobresa.

## Poblacions més properes
El següent diagrama mostra les poblacions més properes.